# Insuffisance surrénalienne
 Mise en garde médicale
L’insuffisance surrénale ou surrénalienne  est un syndrome endocrinien comprenant un déficit de production de corticostéroïdes par les glandes surrénales :
- le cortisol, hormone glucocorticoïde ;
- l'aldostérone, hormone minéralocorticoïde ;
- les androgènes surrénaliens, hormones sécrétées en petite quantité par les surrénales (elles sont majoritairement produites par les cellules de Leydig chez l'homme et par les cellules thécales chez la femme[1]).

Ce déficit de production peut avoir deux causes :
- une atteinte surrénalienne (insuffisance surrénalienne périphérique/basse aussi  appelée maladie d'Addison) ;
- une atteinte hypophysaire (insuffisance de sécrétion hypophysaire d'ACTH appelée insuffisance corticotrope)[2].

## Insuffisance surrénale chronique ou lente

### Insuffisance surrénale chronique primaire ou maladie d'Addison
L'insuffisance surrénale primaire chronique — par destruction lente des glandes surrénales elles-mêmes — porte le nom de maladie d'Addison. La sécrétion des trois hormones corticostéroïdiennes est alors atteinte.
Le déficit en cortisol dans cette maladie lève la rétroinhibition que les surrénales exercent normalement sur l'étage hypothalamo-hypophysaire. La POMC (précurseur de l'ACTH) est donc sécrétée en plus grande quantité, ce qui provoque une mélanodermie (« bronzage ») du fait de la sécrétion majorée de mélanocortine, issue de la POMC. La fatigue et l’affaiblissement général dominent le tableau de l’insuffisance surrénalienne. Cette sensation s’accroît en fin de journée après l’effort.
Le terme primaire signifie que la maladie est en rapport direct avec une atteinte des glandes surrénales et exclut donc entre autres les causes médicamenteuses et hypophysaire.

### Insuffisance corticotrope
L'insuffisance surrénale corticotrope est due à une atteinte de l'axe corticotrope (ou axe hypothalamo-hypophyso-surrénalien). Les deux causes principales sont :
- une maladie hypophysaire[3] ;
- l'arrêt d'une corticothérapie[Nantes 1].

#### Physiopathologie
L'axe corticotrope agit directement sur deux couches de la corticosurrénale : la zone fasciculée (responsable de la synthèse des glucocorticoïdes) et la zone réticulée (responsable de la synthèse des androgènes). Un arrêt de cet axe provoquera ainsi un arrêt de la synthèse de cortisol et d'androgènes d'origine surrénaliens.
Cependant, il est important de noter que la zone glomérulée responsable de la synthèse d'aldostérone reste dépendante de la stimulation par le système rénine-angiotensine. Il n'y a donc pas de risque de développer une insuffisance surrénale aiguë.

#### Biologie
Du fait du maintien de la synthèse régulée de l'aldostérone, le taux de potassium sanguin (kaliémie) reste à des concentrations physiologiques, mais on peut noter une hyponatrémie de dilution, le déficit en cortisol levant l'inhibition de sécrétion de l'ADH). Il n'y a donc pas non plus de perte de sel.
On notera aussi une diminution du cortisol, mais une concentration en ACTH normale voire diminuée.
Au test au Synacthène, la cortisolémie reste basse (les cellules surrénaliennes ont du mal à répondre du fait de leur longue mise en repos en absence de stimulation hypothalamo-hypophysaire). L'axe corticotrope reste insensible aux tests à la Métopirone ou à l'hypoglycémie insulinique.

#### Signes cliniques
L'insuffisance corticotrope se différencie  de la maladie d'Addison par une absence de mélanodermie (à cause du déficit en ACTH), avec au contraire une pâleur.
Les signes cliniques restent moins marqués que dans l'insuffisance surrénalienne périphérique, et l'asthénie peut être la seule manifestation clinique.
Selon la cause de l'insuffisance corticotrope, différents signes peuvent être associés. Ainsi, une perturbation des autres hormones hypophysaires, des signes de compression du chiasma optique et des céphalées orientent alors vers un syndrome tumoral de l'hypophyse.

## Diagnostic simplifié
| Source de la pathologie        | CRH   | ACTH  | DHEA  | DHEA-S | cortisol | aldostérone | rénine | Na    | K     | causes |
| ------------------------------ | ----- | ----- | ----- | ------ | -------- | ----------- | ------ | ----- | ----- | --- |
| hypothalamus (tertiaire)       | basse | basse | basse | basse  | basse    | basse       | basse  | basse | basse | tumeur bénigne de l'hypothalamus (adénome), anticorps, environnement, blessure à la tête                                      |
| glande pituitaire (secondaire) | haute | basse | basse | basse  | basse    | basse       | basse  | basse | basse | tumeur bénigne de la glande pituitaire (adénome), anticorps, environnement, blessure à la tête, ablation, syndrome de Sheehan |
| glandes surrénales (primaire)  | haute | haute | haute | haute  | basse    | basse       | haute  | basse | haute | tumeur bénigne des glandes surrénales (adénome), stress, anticorps, environnement, maladie d'Addison, blessure, ablation      |

1. ↑  Les plus communes, n'inclut pas toutes les causes possibles
2. ↑  Inclut automatiquement le diagnostic secondaire (hypopituitarisme)
3. 1 2  La valeur double ou plus après stimulation.
4. ↑  Seulement si la production de CRH par l'hypothalamus est intacte
5. ↑  Généralement à cause d'une très grosse tumeur (macroadénome)
6. ↑  Inclut la maladie d'Addison
7. ↑  La valeur est moins du double après stimulation

## Différences entre insuffisance surrénalienne primitive et haute
|                   | Insuffisance surrénalienne primitive                | Insuffisance surrénalienne haute                             |
| ----------------- | --------------------------------------------------- | ------------------------------------------------------------ |
| Diagnostic        | cortisolémie basse ou indosable                     | cortisolémie                                                 |
| Diagnostic        | ACTH élevée                                         | ACTH basse                                                   |
| Diagnostic        | aldostérone basse et rénine élevée                  | aldostérone et rénine dans des concentrations physiologiques |
| Diagnostic        | réponse insuffisante du cortisol au test Synacthène | réponse insuffisante du cortisol au test Synacthène          |
| Causes fréquentes | auto-immune (80 % des cas)                          | arrêt de corticothérapie                                     |
| Causes fréquentes | tuberculose (10 à 20 %)                             | adénome ou tumeur hypophysaire                               |
| Causes fréquentes | métastases surrénaliennes                           | nécrose hypophysaire ou hypophysite (syndrome de Sheehan)    |

## Insuffisance surrénale aiguë
L'insuffisance surrénale aiguë est un risque vital pour tout patient présentant une insuffisance surrénalienne chronique. 
Quarante-deux pour cent d'entre eux peuvent présenter un épisode aigu, le plus souvent déclenché par une infection. Certaines formes sont inaugurales.

### Symptômes
Les symptômes sont variés :
- des signes de choc hypovolémique (hypotension artérielle, tachycardie, marbrure et oligurie) : >90 %[5] ;
- des douleurs diffuses avec crampes, myalgies et lombalgies : 80-90 % ;
- des signes digestifs avec nausées, vomissements, douleurs abdominales, diarrhées : 50-60 %. Une 'gastroentérite' chez un insuffisant surrénalien est une insuffisance surrénalienne aiguë[5] ;
- des signes biologiques : hyperkaliémie, hyponatrémie (liés à l'aldostérone basse), hypoglycémie ;
- des signes d'insuffisance surrénale chronique : mélanodermie.

### Confirmation diagnostique
La confirmation diagnostique  arrivera après mise en place du traitement du patient.
- Bien que le patient soit en état de stress (il est en état de choc hypovolémique), la cortisolémie  reste très basse.
- Si le patient était en insuffisance surrénale primitive, l'ACTH restera élevée. Tandis que si le patient était en insuffisance corticotrope, son ACTH restera  normale ou basse.
- Une fois l'épisode aigu passé, on pourra explorer par un test au synachtène, une mesure de la rénine et de l'aldostérone.

### Causes
- La cause principale est la décompensation d'une insuffisance surrénale chronique (primaire ou haute), spontanée ou à l'occasion d'une pathologie intercurrente[Nantes 4].
- Des sepsis à pneumocoque, staphylocoque doré ou streptocoque hémolytique peuvent être impliqués[6], tout comme des chocs septiques à des germes encore plus variés[7].
- Chez un enfant, un adulte immunocompétent comme chez un sujet fragile (âgé, splénectomisé, immunodéprimé), la défaillance aiguë des surrénales peut survenir par nécrose hémorragique de ces deux glandes. Fièvre et hypotension sont deux signes cliniques d'alerte, notamment en période post-opératoire[8].
- Waterhouse, médecin anglais (1911) puis Friderichsen, pédiatre danois (1918) ont décrit un syndrome associant pâleur, vomissements, purpura rapidement extensif et hémorragie des deux glandes surrénaliennes, survenant en cas de bactériémie, le plus souvent à Neisseria meningitidis : c'est le syndrome de Waterhouse-Friderichsen[6].
- L'insuffisance surrénalienne aiguë peut également être iatrogène, survenant après un traitement par corticoïdes[9].
- Si elle est inaugurale elle peut être due à un bloc enzymatique complet (durant la période néonatale), ou en cas d’hémorragie bilatérale des surrénales[Nantes 4].

### Prise en charge
Le pronostic vital pouvant être en jeu, le traitement est administré dès la suspicion du diagnostic.

#### Au domicile du patient
Du cortisol est administré en intra-musculaire ou intra-veineuse, puis la personne est envoyée en milieu hospitalier.

#### À l'hôpital
La priorité est le rétablissement du stock hydrosodé pour lutter contre l'hypovolémie (attention de ne pas donner de potassium, car la personne est déjà en hyperkaliémie).
Une hormonothérapie substitutive pourra ensuite être mise en place.